# Sound of Silence (песма Дами Им)
 (срп. Звук тишине) пјесма је аустралијске пјевачице и композиторке Дами Им. Текст пјесме написали су Антони Егизи и Дејвид Музумечи који су пјесму уједно и компоновали. Представљала је Аустралију на Пјесми Евровизије 2016. у Стокхолму (Шведска), гдје се пласирала на 2. мјесто с укупно 511 поена. Дана 11. марта 2016. објавила ју је дискографска кућа Sony Music Australia, мада је дан раније процурила на интернет.

## Списак пјесама
| №  | Назив            | Трајање |  |
| 1. | Sound of Silence | 3:15    |  |

| №  | Назив                               | Трајање |  |
| 1. | Sound of Silence (скраћена верзија) | 3:04    |  |

| №  | Назив                               | Трајање |  |
| 1. | Sound of Silence (ремикс )          | 7:57    |  |
| 2. | Sound of Silence (радијско издање ) | 4:18    |  |

Друге верзије (Сонијево промотивно издање)
- Клубни ремикс Гламстара – 6:26
- Радијско издање Гламстара – 3:49
- Инструментално издање Гламстара – 6:26

## Љествице
| Љествица (2016) | Најбољи пласман |
| --------------- | --------------- |
| Аустралија (ARIA)   | 5.              |
| Аустрија (Ö3 Austria Top 40)     | 39.             |
| Белгија (Ultratip Flanders)      | 33.             |
| Њемачка (Media Control Charts)      | 57.             |
| УК (UK Singles Downloads Chart)           | 54.             |
| Финска (Suomen virallinen lista)       | 11.             |
| Француска (SNEP)    | 69.             |
| Холандија (Single Top 100)    | 100.            |
| Швајцарска (Schweizer Hitparade)   | 55.             |
| Шведска (Sverigetopplistan)      | 17.             |
| Шкотска (Official Charts Company)      | 53.             |